# 1734 w polityce

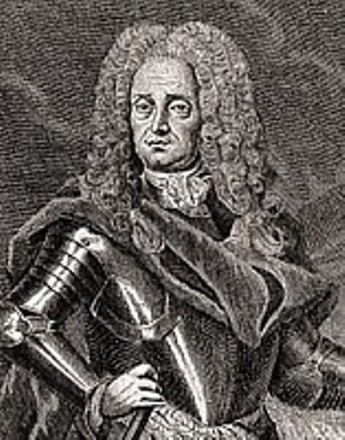
August von Wackerbarth

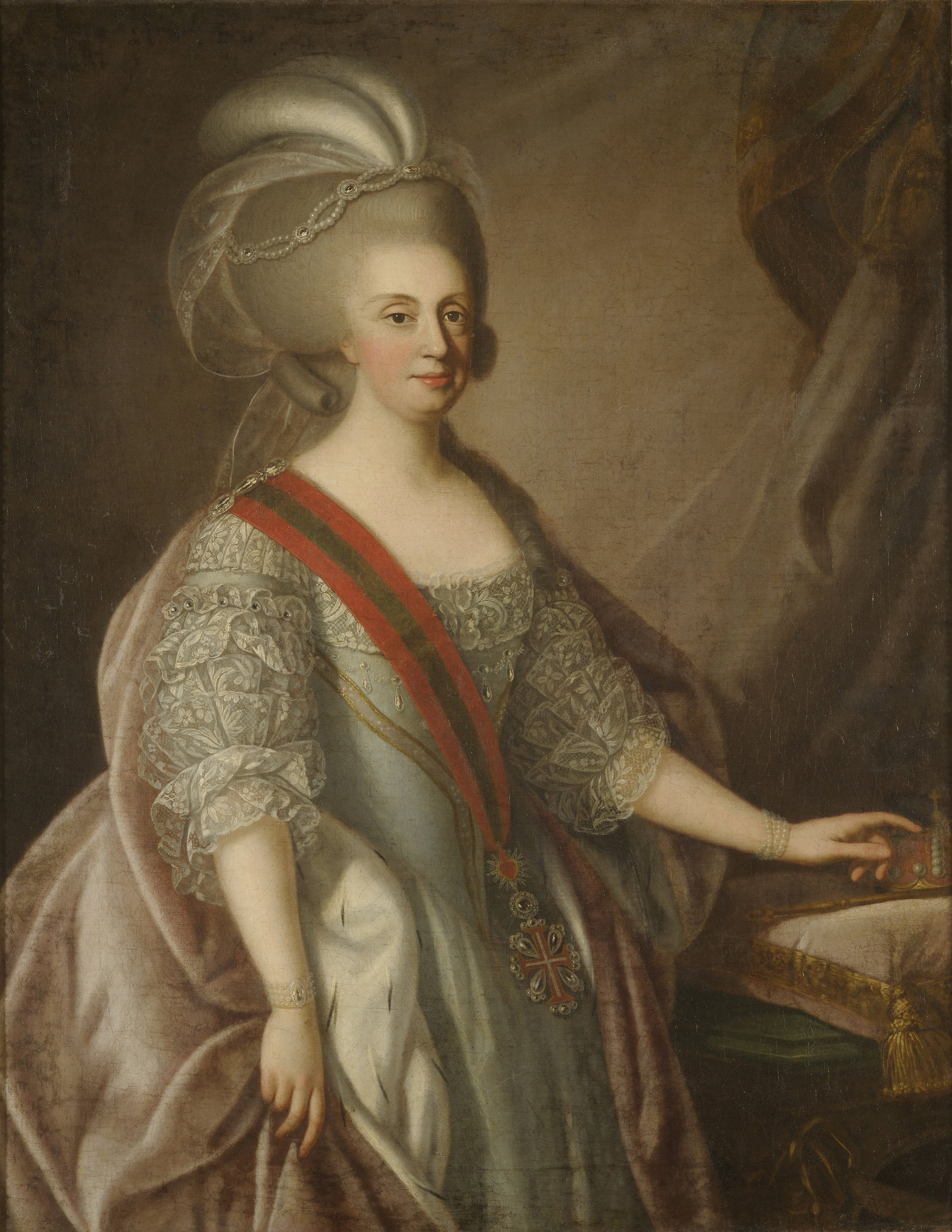
Maria I, królowa Portugalii

Wydarzenia polityczne w 1734 roku.

## Urodzili się
- 17 grudnia Maria I, królowa Portugalii[1].

## Zmarli
- 20 czerwca Michael Friedrich Althann, włoski kardynał i polityk[2].
- 14 sierpnia August Christoph von Wackerbarth, saskim wojskowy i dyplomata[3].
- 28 września Caspar van Citters, polityk holenderski[4].